# Episodi di Big Mouth (quinta stagione)
La quinta stagione della serie animata Big Mouth, composta da 10 episodi, è stata interamente pubblicata dal servizio di video on demand Netflix il 5 novembre 2021, nei paesi in cui il servizio è disponibile.
| nº | Titolo originale                  | Titolo italiano                         | Pubblicazione   |
| -- | --------------------------------- | --------------------------------------- | --------------- |
| 1  | No Nut November                   | Novembre senza venire                   | 5 novembre 2021 |
| 2  | The Shane Lizard Rises            | L'ascesa della Spiriguana della fogna   | 5 novembre 2021 |
| 3  | Lovebugs                          | Lovebug                                 | 5 novembre 2021 |
| 4  | The Green-Eyed Monster            | Il mostro dagli occhi verdi             | 5 novembre 2021 |
| 5  | Thanksgiving                      | Ringraziamento                          | 5 novembre 2021 |
| 6  | Best Friends Make the Best Lovers | I migliori amici sono i migliori amanti | 5 novembre 2021 |
| 7  | I F**king Hate You                | Ti odio, c***o                          | 5 novembre 2021 |
| 8  | A Very Big Mouth Christmas        | Un Natale Big Mouth                     | 5 novembre 2021 |
| 9  | Sugarbush                         | Sugarbush                               | 5 novembre 2021 |
| 10 | Re-New Year's Eve                 | Anno nuovo, promesse vecchie            | 5 novembre 2021 |

## Novembre senza venire
- Titolo originale: No Nut November
- Diretto da: Bryan Francis
- Scritto da: Gil Ozeri

### Trama
I ragazzi fanno una sfida per non eiaculare durante il mese di novembre. Ma Andrew “spruzzerà” il vietato liquido proprio sul divano dei Birch.
- Guest star: Kumail Nanjiani (se stesso), Hugh Jackman (se stesso in versione pene)[2]

## L'ascesa della Spiriguana della fogna
- Titolo originale: The Shane Lizard Rises
- Diretto da: Andres Salaff
- Scritto da: Emily Altman e Victor Quinaz

### Trama
I ragazzi e le ragazze si vergognano delle loro imperfezioni corporee durante le lezioni di nuoto, perciò vengono incoraggiati dai loro mostri.

## Lovebug
- Titolo originale: Lovebugs
- Diretto da: Henrique Jardim
- Scritto da: Kelly Galuska

## Il mostro dagli occhi verdi
- Titolo originale: The Green-Eyed Monster
- Diretto da: Bryan Francis
- Scritto da: Joe Wengert

### Trama
- Guest star: Adam Scott (Mr. Keating)[2]

## Ringraziamento
- Titolo originale: Thanksgiving
- Diretto da: Andres Salaff
- Scritto da: Brandon Kyle Goodman

## I migliori amici sono i migliori amanti
- Titolo originale: Best Friends Make the Best Lovers
- Diretto da: Henrique Jardim
- Scritto da: Mitra Jouhari

### Trama
- Guest star: Jemaine Clement (Simon Sex)[2]

## Ti odio, c***o
- Titolo originale: I F**king Hate You
- Diretto da: Bryan Francis
- Scritto da: Jak Knight

## Un Natale Big Mouth
- Titolo originale: A Very Big Mouth Christmas
- Diretto da: Henrique Jardim
- Scritto da: Joe Wengert e Emily Altman

## Sugarbush
- Titolo originale: Sugarbush
- Diretto da: Andres Salaff
- Scritto da: Victor Quinaz

### Trama
Giorni tra Natale e Capodanno. Andrew va con la famiglia Birch in montagna. Lì, Leah e Val perderanno la verginità e a causa di questo i Signori Birch litigheranno. Andrew, impacciato con lo sci, conosce una ragazza che lo è anch’ella in difficoltà con lo sciare, la timida Bernie. Tutti uniti a tavola, Nick è l’unico senza ragazza e si arrabbia ingelosendosi, mandando a quel paese tutti (che lo chiamano bambino viziato) e andando a sciare nella più ripida discesa con Walter. Il ragazzo si rompe una gamba e causa una valanga, interrompendo il sesso tra i suoi genitori e quello tra la sorella e Val, oltre che i preliminari tra Andrew e Bernie, e viene rimproverato da tutti per aver rovinato la vacanza, anche dal fratello maggiore Judd, allontanatosi anch’esso dalla famiglia per giorni. Intanto Connie cerca di avvicinare la sua sorella gemella Bonnie a Maurice; i tre avranno un amplesso nello chalet anch’esso interrotto dalla valanga.
- Guest star: Kristen Schaal (Bernadette "Bernie" Sanders)[2]

## Anno nuovo, promesse vecchie
- Titolo originale: Re-New Year's Eve
- Diretto da: Bryan Francis
- Scritto da: Gil Ozeri

### Trama
Vigilia di Capodanno. Nick, ingesssato alla gamba e arrabbiato con Walter, causa la fuga di quest’ultimo con un portale verso la Human Resources, e lo segue. Andrew e Maurice, arrabbiati con lui per aver interrotto indirettamente le loro prestazioni sentimental-sessuali, vanno a casa Birch e scoprono da Rick che il ragazzo non si trova lì. Intanto egli va all’ufficio lamentele di quel mondo e trova il creatore della serie, un suo sè più adulto. Andrew e i mostri lo seguono per cercarlo, mentre Missy, Mona e Rochelle sono rinchiuse in camera con la prima piena di ira furibonda e contro tutto e tutti. Jenni va a casa sua per scusarsi e le due fanno pace e quando Missy afferma sentimenti belli, Rochelle inizia a scoppiare e si trasforma in una Lovebug. Ugualmente, dopo che Nick trova Andrew e i due fanno pace, la stessa situazione di Rochelle accade in Walter, tornato un amorevole Lovebug. Matthew tronca con Jay dopo un incidente causato da quest’ultimo in macchina mentre Lola lo ama ancora. Alla festa per l’anno nuovo, dove mostri e protagonisti si ritrovano, Nick chiede scusa a Jenni e Jay, indeciso tra Matthew e Lola, sceglie il primo ricordandosi dei caratteri uguali e incompatibili  che lui e l’ex ragazza hanno. Infine i mostri ed esseri per adolescenti si riuniscono affermando che sono serviti a qualcosa per loro. 